# Tổng thống Colombia
Tổng thống Colombia (tiếng Tây Ban Nha: Presidente de Colombia) chính thức được gọi là Tổng thống nhà nước Cộng hòa Colombia (tiếng Tây Ban Nha: Presidente de la República de Colombia) là nguyên thủ quốc gia và người đứng đầu chính phủ Colombia. Chức vụ tổng thống được thành lập sau khi Quốc hội Colombia phê chuẩn Hiến pháp năm 1819, sau khi Quốc hội được triệu tập vào tháng 12 năm 1819, khi Colombia là la Gran Colombia. Tổng thống đầu tiên, Rafael Núñez, nhậm chức vào năm 1886. Chức vụ của ông, ban đầu tự xưng, sau đó được Quốc hội phê chuẩn.
Tổng thống hiện tại của Cộng hòa Colombia là Gustavo Petro, người nhậm chức ngày 7 tháng 8 năm 2022.

## Chức năng
Theo quy định của Điều 188 của Hiến pháp Colombia năm 1991, Tổng thống Colombia là người đứng đầu nhà nước, người đứng đầu chính phủ và Cơ quan hành chính tối cao. Tổng thống Colombia tượng trưng cho sự thống nhất quốc gia, và sau khi tuyên thệ trước Hiến pháp Colombia và thề bảo vệ và bảo vệ luật pháp của quốc gia, tổng thống được giao nhiệm vụ bảo vệ và bảo vệ quyền và tự do của tất cả các công dân Colombia.
Cục Hành chính của Tổng thống Colombia có ủy ban hỗ trợ hoặc hỗ trợ Tổng thống Colombia về các chức năng và các vấn đề pháp lý được ủy nhiệm của hiến pháp.
Điều 115 quy định rằng Chính phủ Quốc gia được thành lập bởi Tổng thống Colombia, Phó Tổng thống Colombia, Hội đồng Bộ trưởng Cộng hòa Colombia và các Giám đốc các Cục Hành chính Colombia. Bất kỳ quan chức nào từ các thực thể này đều cấu thành Chính phủ Colombia trong bất kỳ công tác cụ thể nào.
Bất kỳ hành động nào của Tổng thống Colombia, để được hợp pháp và có thể thực thi, phải được chấp thuận bởi bất kỳ bộ trưởng nào hoặ giám đốc cục, những người cũng sẽ chịu trách nhiệm về hành động này. Ngoại lệ duy nhất là nếu Tổng thống bổ nhiệm hoặc loại bỏ các bộ trưởng, giám đốc các cục hành pháp và bất kỳ quan chức nào khác do ông chỉ định dưới quyền hành chính của mình. Các tỉnh trưởng Colombia, Thị trưởng thành phố Colombia, cũng như các giám đốc khu vực của Colombia, các cơ sở công cộng và các doanh nghiệp nhà nước công nghiệp và thương mại, đều là một phần của chi nhánh điều hành của Colombia.

## Mô tả chung
Các Hiến pháp Colombia năm 1991, cùng với một số điều của sửa đổi, quy định các yêu cầu một ứng cử viên đủ điều kiện phải đáp ứng để trở thành tổng thống, cũng như thời hạn của văn phòng, phương pháp của cuộc bầu cử, quyền hạn.

## Yêu cầu đối với người đảm nhiệm chức vụ này
Hiến pháp Colombia năm 1991 Điều 191 quy định tổng thống phải là công dân sinh ra tự nhiên của Colombia và ít nhất 30 tuổi.

## Nhiệm kỳ và bầu cử
Tổng thống và Phó Tổng thống phục vụ nhiệm kỳ bốn năm sau khi được bầu bởi phiếu bầu phổ thông. Từ năm 2015, tổng thống bị giới hạn trong một nhiệm kỳ bốn năm và bị cấm tham gia tái tranh cử, ngay cả đối với một nhiệm kỳ không liên tiếp.
Theo Hiến pháp năm 1991 các tổng thống bị hạn chế trong một nhiệm kỳ. Tuy nhiên, vào ngày 24 tháng 11 năm 2005, Quốc hội Colombia đã giới thiệu Luật bảo lãnh bầu cử (Ley de Garantias Electorales), sửa đổi Điều 152, Hiến pháp Colombia năm 1991 và cho phép tổng thống có nhiệm kỳ thứ hai. 

## Danh sách tổng thống
| #  | Tên tổng thống                                 | Tên tổng thống                         | Bắt đầu nhiệm kỳ     | Kết thúc nhiệm kỳ                             | Đảng phái                      | Năm đắc cử |
| -- | ---------------------------------------------- | -------------------------------------- | -------------------- | --------------------------------------------- | ------------------------------ | ---------- |
| 1  | không khung                                    | Rafael Núñez (1825–1894)               | 1 tháng 4 năm 1886   | 18 tháng 12 năm 1894 (Qua đời khi đương chức) | Đảng Quốc gia                  | (1885)     |
| 2  | không khung                                    | Miguel Antonio Caro (1845–1909)        | 18 tháng 9 năm 1894  | 7 tháng 8 năm 1898                            | Đảng Quốc gia                  | 1 (1892)   |
| 3  |                                                | Manuel Antonio Sanclemente (1814–1902) | 7 tháng 8 năm 1898   | 31 tháng 7 năm 1900                           | Đảng Quốc gia                  | 2 (1898)   |
| 4  | không khung                                    | José Manuel Marroquín (1827–1908)      | 31 tháng 7 năm 1900  | 7 tháng 8 năm 1904 (Đảo chính)                | Đảng Bảo thủ                   | 2 (1898)   |
| 5  |                                                | Rafael Reyes (1849–1921)               | 7 tháng 8 năm 1904   | 27 tháng 7 năm 1909 (Từ chức)                 | Đảng Bảo thủ                   | 3 (1904)   |
| 6  | Tập tin:Gonzalez en la Rosario 2 (cropped).jpg | Ramón González Valencia (1851–1928)    | 7 tháng 8 năm 1909   | 7 tháng 8 năm 1910                            | Đảng Bảo thủ                   | 3 (1904)   |
| 7  |                                                | Carlos Eugenio Restrepo (1867–1937)    | 7 tháng 8 năm 1910   | 7 tháng 8 năm 1914                            | Liên minh Cộng hòa             | 4 (1910)   |
| 8  |                                                | José Vicente Concha (1867–1929)        | 7 tháng 8 năm 1914   | 7 tháng 8 năm 1918                            | Đảng Bảo thủ                   | 5 (1914)   |
| 9  |                                                | Marco Fidel Suárez (1855–1927)         | 7 tháng 8 năm 1918   | 11 tháng 11 năm 1921 (Từ chức)                | Đảng Bảo thủ                   | 6 (1918)   |
| 10 |                                                | Jorge Holguín (1848–1928)              | 11 tháng 11 năm 1921 | 7 tháng 8 năm 1922                            | Đảng Bảo thủ                   | 6 (1918)   |
| 11 |                                                | Pedro Nel Ospina Vázquez (1858–1927)   | 7 tháng 8 năm 1922   | 7 tháng 8 năm 1926                            | Đảng Bảo thủ                   | 7 (1922)   |
| 12 |                                                | Miguel Abadía Méndez (1867–1947)       | 7 tháng 8 năm 1926   | 7 tháng 8 năm 1930                            | Đảng Bảo thủ                   | 8 (1926)   |
| 13 |                                                | Enrique Olaya Herrera (1880–1937)      | 7 tháng 8 năm 1930   | 7 tháng 8 năm 1934                            | Đảng Tự do                     | 9 (1930)   |
| 14 |                                                | Alfonso López Pumarejo (1886–1959)     | 7 tháng 8 năm 1934   | 7 tháng 8 năm 1938                            | Đảng Tự do                     | 10 (1934)  |
| 15 | không khung                                    | Eduardo Santos (1888–1974)             | 7 tháng 8 năm 1938   | 7 tháng 8 năm 1942                            | Đảng Tự do                     | 11 (1938)  |
| 16 |                                                | Alfonso López Pumarejo (1886–1959)     | 7 tháng 8 năm 1942   | 7 tháng 8 năm 1946                            | Đảng Tự do                     | 12 (1942)  |
| 17 | Tập tin:MarianoOspinaBertha (Cropped).png      | Mariano Ospina Pérez (1891–1976)       | 7 tháng 8 năm 1946   | 7 tháng 8 năm 1950                            | Đảng Bảo thủ                   | 13 (1946)  |
| 18 |                                                | Laureano Gómez (1889–1965)             | 7 tháng 8 năm 1950   | 13 tháng 6 năm 1953                           | Đảng Bảo thủ                   | 14 (1949)  |
| 19 | không khung                                    | Gustavo Rojas Pinilla (1900–1975)      | 13 tháng 6 năm 1953  | 10 tháng 5 năm 1957 (Từ chức)                 | Không đảng (Quân nhân)         | 14 (1949)  |
| 20 |                                                | Alberto Lleras Camargo (1906–1990)     | 7 tháng 8 năm 1958   | 7 tháng 8 năm 1962                            | Đảng Tự do                     | 15 (1958)  |
| 21 |                                                | Guillermo León Valencia (1909–1971)    | 7 tháng 8 năm 1962   | 7 tháng 8 năm 1966                            | Đảng Bảo thủ                   | 16 (1962)  |
| 22 |                                                | Carlos Lleras Restrepo (1908–1994)     | 7 tháng 8 năm 1966   | 7 tháng 8 năm 1970                            | Đảng Tự do                     | 17 (1966)  |
| 23 | không khung                                    | Misael Pastrana Borrero (1923–1997)    | 7 tháng 8 năm 1970   | 7 tháng 8 năm 1974                            | Đảng Bảo thủ                   | 18 (1970)  |
| 24 | không khung                                    | Alfonso López Michelsen (1913–2007)    | 7 tháng 8 năm 1974   | 7 tháng 8 năm 1978                            | Đảng Tự do                     | 19 (1974)  |
| 25 | không khung                                    | Julio César Turbay Ayala (1916–2005)   | 7 tháng 8 năm 1978   | 7 tháng 8 năm 1982                            | Đảng Tự do                     | 20 (1978)  |
| 26 |                                                | Belisario Betancur (1923–2018)         | 7 tháng 8 năm 1982   | 7 tháng 8 năm 1986                            | Đảng Bảo thủ                   | 21 (1982)  |
| 27 |                                                | Virgilio Barco Vargas (1921–1997)      | 7 tháng 8 năm 1986   | 7 tháng 8 năm 1990                            | Đảng Tự do                     | 22 (1986)  |
| 28 |                                                | César Gaviria (1947–)                  | 7 tháng 8 năm 1990   | 7 tháng 8 năm 1994                            | Đảng Tự do                     | 23 (1990)  |
| 29 | không khung                                    | Ernesto Samper (1950–)                 | 7 tháng 8 năm 1994   | 7 tháng 8 năm 1998                            | Đảng Tự do                     | 24 (1994)  |
| 30 | không khung                                    | Andrés Pastrana Arango (1954–)         | 7 tháng 8 năm 1998   | 7 tháng 8 năm 2002                            | Đảng Bảo thủ                   | 25 (1998)  |
| 31 |                                                | Álvaro Uribe (1952–)                   | 7 tháng 8 năm 2002   | 7 tháng 8 năm 2010                            | Colombia First                 | 26 (2002)  |
| 31 | 27 (2006)                                      | Álvaro Uribe (1952–)                   | 7 tháng 8 năm 2002   | 7 tháng 8 năm 2010                            | Colombia First                 |            |
| 32 |                                                | Juan Manuel Santos (1951–)             | 7 tháng 8 năm 2010   | 7 tháng 8 năm 2018                            | Đảng Xã hội chủ nghĩa Quốc gia | 28 (2010)  |
| 32 | 29 (2014)                                      | Juan Manuel Santos (1951–)             | 7 tháng 8 năm 2010   | 7 tháng 8 năm 2018                            | Đảng Xã hội chủ nghĩa Quốc gia |            |
| 33 |                                                | Iván Duque Márquez (1976–)             | 7 tháng 8 năm 2018   | 7 tháng 8 năm 2022                            | Đảng Dân chủ Trung tâm         | 30 (2018)  |
| 34 |                                                | Gustavo Francisco Petro Urrego (1960–) | 7 tháng 8 năm 2022   | Đương nhiệm                                   | Humane Colombia                | 31 (2022)  |